# Почётная гвардия (Франция)
Почётная гвардия (фр. Gardes d'honneur français) — соединение из четырёх полков лёгкой кавалерии в составе Императорской гвардии Наполеона в ходе боёв 1813—1814 годов. Относилась к Молодой гвардии.

## История
После поражения в России Наполеоновская армия нуждалась в пополнении. Одним из способов набрать это пополнение стало привлечение на службу юношей из хорошо обеспеченных городских семей, чьи родители до этого старались оградить их от военной службы. Из этих молодых людей было решено создать дивизию лёгкой кавалерии, причём указом императора им предписывалось покупать коней и обмундирование за свой счёт. Чтобы повысить в глазах новичков престиж военной службы, новые полки были сформированы исключительно из представителей высших классов и причислены к гвардейской кавалерии. Обмундированные по гусарскому образцу (но с достаточно заметными отличиями), они, тем не менее, назывались не гусарами, а почётными гвардейцами императора. Формирование полков было поручено опытным военачальникам в генеральских чинах.
Вопреки скептическим ожиданиям, новая конница блестяще проявила себя в сражениях 1813—1814 годов. Почётная гвардия оказалась довольно эффективна при использовании, в частности, против русских казаков. К концу полной ожесточённых сражений кампании, длившейся около года, в Почётной Гвардии после всех боевых потерь оставалось в строю только 460 всадников.
После первого отречения Наполеона части Почётной гвардии были распущены.

## Униформа
Кавалеристы Почётной гвардии носили зелёные гусарские доломаны, расшитые шнурами-бранденбурами, красные лосины и кивера. Вооружение почётного гвардейца состояло из сабли и пары общеупотребительных в то время однозарядных гладкоствольных пистолетов с кремнёвым замком.

## Галерея

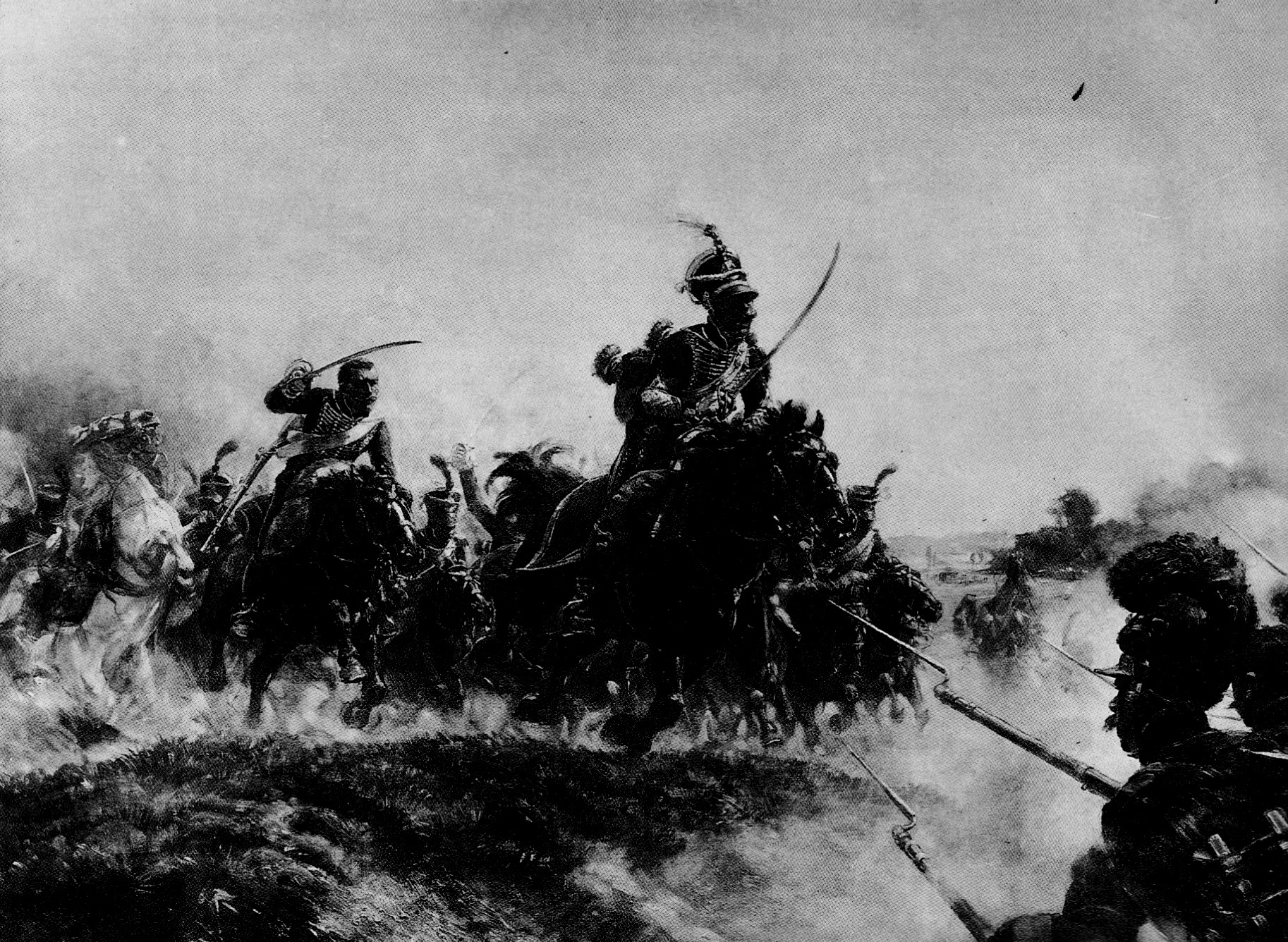
Почётная гвардия в битве при Ганау.
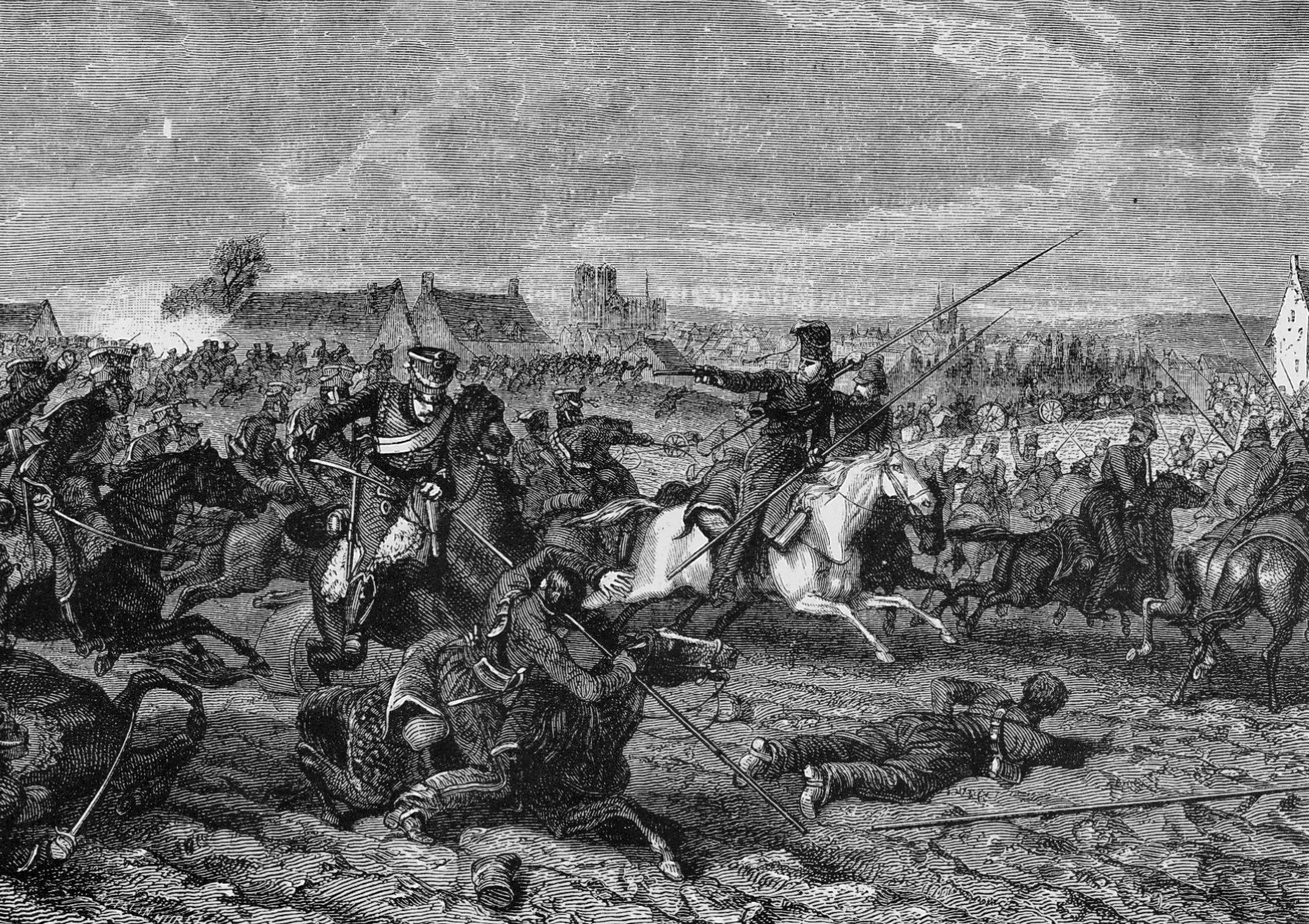
Почётная гвардия контратакует казаков в сражении под Реймсом.
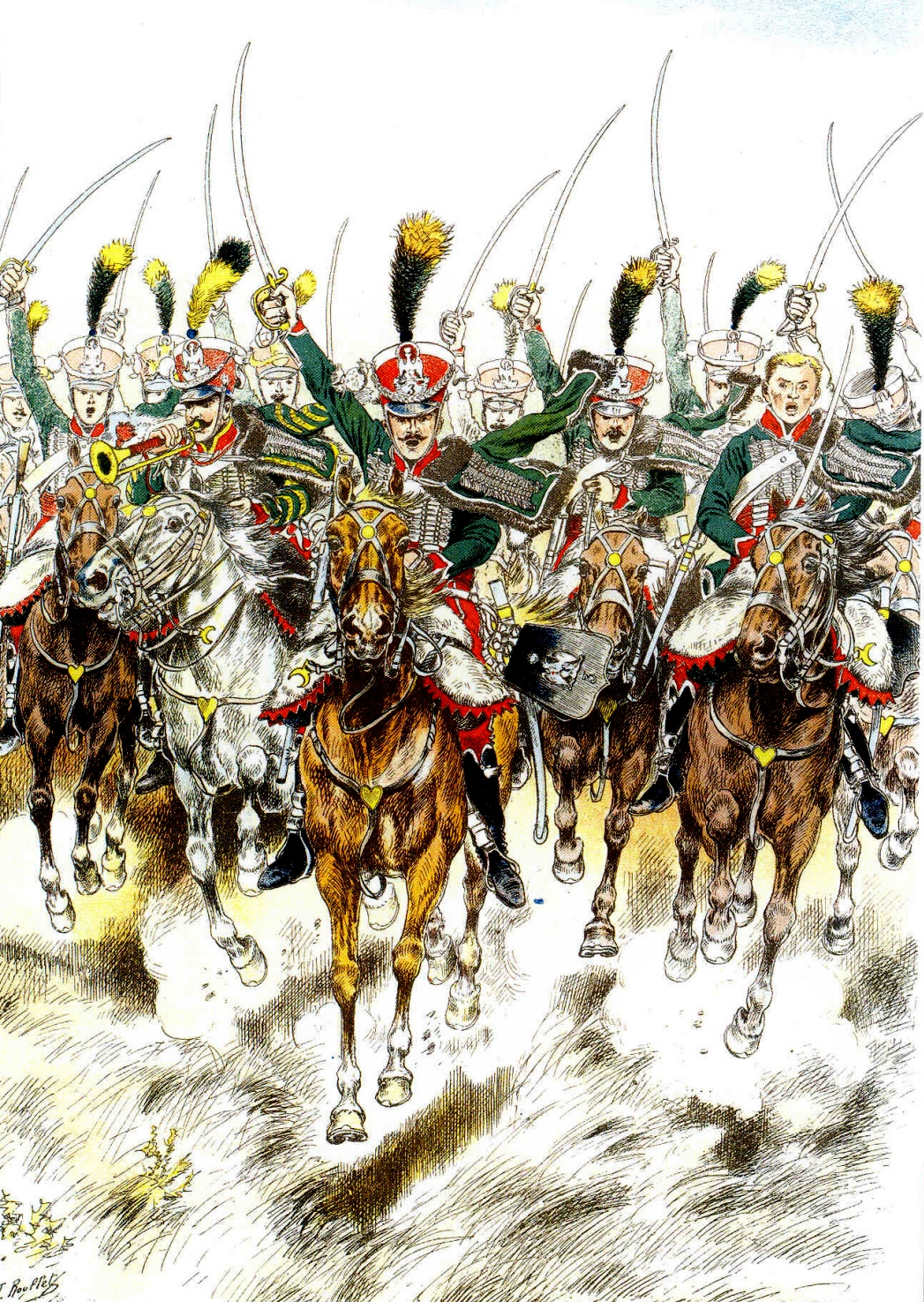
Почётная гвардия в атаке.
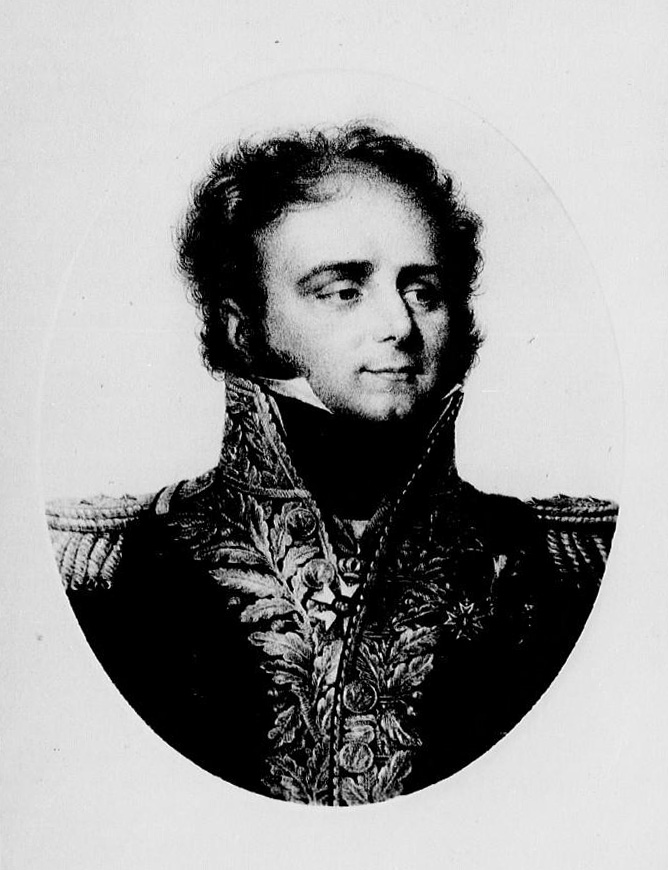
Один из командиров Почётной гвардии, дивизионный генерал Беркхейм.